# Stanislao Mattei
Stanislao Mattei (Bolonya (Emília-Romanya), 10 de febrer, 1750 - idem, 12 de maig, 1825 ) va ser un franciscà, compositor i gregorianista italià.

## Vida i obres
Nascut en una modesta família d'artesans, va conèixer el pare Martini del qual va ser alumne i a qui va seguir en la vida religiosa com a frare menor de convent.
«Era un sacerdot exemplar i tal era l'estima que tenia el mateix pare Martini que el va escollir com a confessor».
 L'any 1776 va ser el mateix Martini qui el va voler -malgrat l'oposició de l'Accademia dei filarmonici- com a seu coadjutor i substitut a la direcció de la Capella Musical de S. Francesco a Bolonya, de la qual llavors serà el propietari després de la mort del mestre. Durant uns mesos, l'any 1809, fou mestre de capella a Santo di Padova i, fins a la seva mort, a la Basílica de Sant Petroni de Bolonya. Arran de la supressió napoleònica de les corporacions religioses l'any 1797, es va allotjar amb la seva mare a la via Nosadella dedicant-se a l'ensenyament particular. Va ensenyar contrapunt a l'Escola Filharmònica de Bolonya (actual Conservatori Giovanni Battista Martini), on va tenir entre els seus alumnes Rossini, Donizetti, Gaetano Corticelli, Giuseppe Vianesi (vegeu Pellegrini-Vianesi a (italià)) i Morlacchi. Principalment va compondre música sacra en gran part inèdita. Unes quatre-centes composicions seves es conserven a la biblioteca del Conservatori i a l'arxiu musical del convent de S. Francesco de la seva ciutat.

## Curiositat
- El grup de campaners establert a Bolonya l'11 de febrer de 1934 porta el nom de Stanislao Mattei.[4]
- Els carrers d'algunes ciutats italianes porten el nom de Mattei: Bolonya;[cal citació] Castiglione dei Pepoli (Bolonya); Catània; Dolianova (Càller).
- A la ciutat de Bolonya hi ha dues plaques que fan referència a l'activitat del P. Mattei: el primer a la via Nosadella, al mur exterior del número 38 (antic 642) on vivia amb la seva mare;[5] la segona a l'interior de la basílica de San Francesco situada l'any 1926 amb motiu del trasllat de les seves despulles mortals del cementiri de la Certosa.[6]